# 多奈川線
多奈川線（日语：／ Tanagawa sen */?）是一條連接大阪府泉南郡岬町岬公園站與多奈川站，屬於南海電氣鐵道的鐵路路線。

## 路線資料
- 路線距離（營業距離）：2.6公里
- 軌距：1067毫米
- 站數：4個（包括起終點站）
- 複線路段：沒有（全線單線）
- 電氣化路段：全線電氣化（直流1500V）
- 閉塞方式：自動閉塞式

## 車站列表
- 所有車站均位於大阪府泉南郡岬町。
- 只限普通車運行，所有列車各站停車。線內沒有列車交會的設備。

| 車站編號 | 中文站名 | 日文站名 | 日文站名 | 站間距離 | 營業距離 | 接續路線                |
| -------- | -------- | -------- | -------- | -------- | -------- | ----------------------- |
| NK41     | 岬公園   |          |          | -        | 0.0      | 南海電氣鐵道： 南海本線 |
| NK41-1   | 深日町   |          |          | 1.4      | 1.4      |                         |
| NK41-2   | 深日港   |          |          | 0.7      | 2.1      |                         |
| NK41-3   | 多奈川   |          |          | 0.5      | 2.6      |                         |

## 外部連結
- 南海線（機場線）（页面存档备份，存于）